# Вітаутас Чеканаускас
Вітаутас Чеканаускас (Вітаутас Альгірдо Чеканауськас; лит. Vytautas Edmundas Čekanauskas; 13 травня 1930, Шяуляй — 7 липня 2010, Вільнюс) — литовський архітектор, народний архітектор СРСР (1975), лауреат Ленінської премії (1974).

## Біографія
Навчався в гімназії імені Юлюса Яноніса (м. Шяуляй, 1942-1949), потім, у 1949—1955 роках — на відділенні архітектури Художнього інституту Литовської РСР (нині Вільнюська художня академія).
У 1955-1992 роках працював в Інституті проектування міського будівництва на посадах архітектора, керівника групи, головного архітектора проектів. Починаючи з 1974 року, викладач кафедри архітектури Вільнюської художньої академії), доцент (1974), професор (1993), член сенату Вільнюської художньої академії.
Помер у Вільнюсі 6 липня 2010 року. Похований на цвинтарі Антакалніо.

## Нагороди та звання
Член Спілки архітекторів Литви, академік Міжнародної академії архітектури (IAA), народний архітектор СРСР (1975); лауреат Ленінської премії, Державної премії Литви (1971). Нагороджений орденом Великого князя Литовського Гедиміна (2000), орденом Лицаря архітектури Союзу архітекторів Литви (2000) і Знаком пошани Союзу архітекторів Литви (2005).

## Найвагоміші проекти

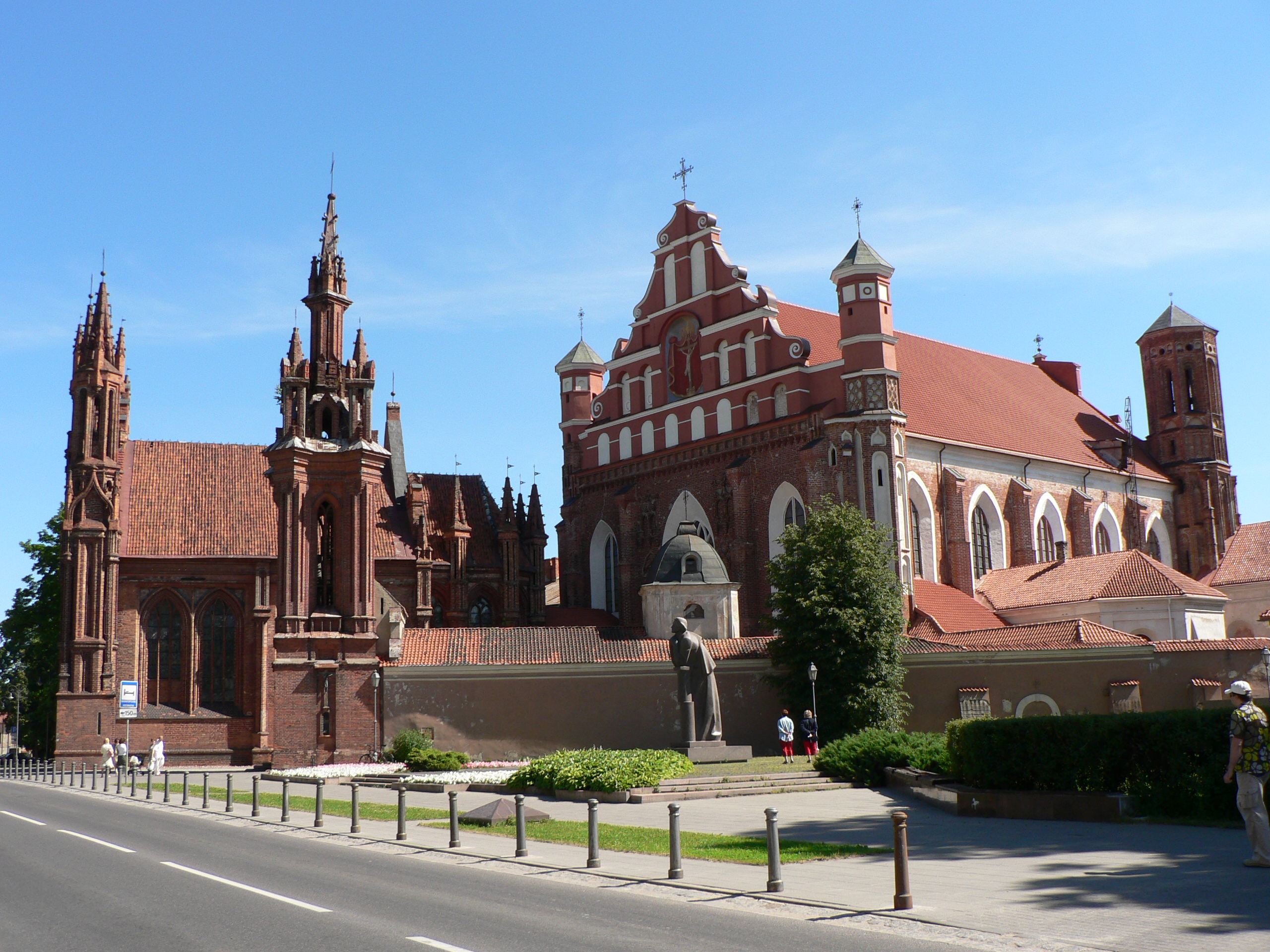
Пам'ятник Адаму Міцкевичу (на фоні костелу святої Анни і бернардинського монастиря)

- Житловий квартал Спілки композиторів Литви (1966, Вільнюс)
- Будівля Спілки композиторів Литви (1966, Вільнюс)
- Палац художніх виставок (1967, Вільнюс, вул. Музеяус), нині Центр сучасного мистецтва (вул. Вокечю)
- Житловий район Лаздинай (1974, Вільнюс; спільно з Вітаутасом Бредікісом; Ленінська премія, яку, крім авторів проекту, отримали також архітектори В. К. Бальчюнас, Г. Валюшкіс, будівельники А. Клейнотас, В. Шилейко[3])
- Інститут економіки сільського господарства (1978, Вільнюс)
- Будинок Уряду Литви (1982, Вільнюс, проспект Гедиміна, 11)
- Пам'ятник і сквер Адама Міцкевича (1983, Вільнюс; скульптор Гедемінас Йокубоніс)
- Адміністративно-комерційний комплекс (1999, Жверинас, Вільнюс)
- Реконструкція залізничного вокзалу (1998-1999, Вільнюс)
- Костел Святого Іоанна Боско (1993-2003, Вільнюс)